# La ricetta della mamma
La ricetta della mamma è un cortometraggio del 2018 diretto da Dario Piana, con Giulio Berruti e Andrea Bosca, e ispirato al romanzo omonimo di Giorgio Faletti.

## Trama
Il corto narra la storia di Mico Torre, uomo affetto da disturbi psichici, ma anche il miglior sicario in circolazione. Il suo compito è uccidere un testimone prima che arrivi in tribunale. Perciò pianifica attentamente l'omicidio e sceglie come base l'appartamento del playboy Lanfranco Giussani. Così, quando Lanfranco sta partendo per un viaggio, Mico lo rapisce e prende possesso dell'appartamento. Nell'attesa Mico inizia a conoscere il suo ostaggio e anche se può perdonare i suoi tanti vizi, Mico finisce per perdere la calma a causa di una telefonata che Lanfranco riceve. Dall'altra parte c'è l'anziana e amorevole madre di Lanfranco, il cui compleanno è stato dimenticato e a cui Lanfranco ha mentito. Indipendentemente da ciò, la madre indica i peperoni fatti in casa che ha preparato e inviato a suo figlio che si trovano proprio di fronte a Mico sul bancone della cucina mentre ascolta il suo messaggio vocale. Mico, ovviamente arrabbiato, inizia ad assaggiare dal barattolo e finisce per apprezzare così tanto i peperoni che, aspettando il bersaglio, li mangia tutti. Le conseguenze di ciò si riflettono in ciò che seguirà.

## Produzione
Il cortometraggio è stato girato ad Asti.